# 2적
《2적》은 대한민국의 대중 음악가 이적의 정규 음반 2집이다.

## 수록곡
전체 작곡: 이적
- 전체 편곡: 이적

| #   | 제목                                                  | 작사                   | 재생 시간 |
| --- | ----------------------------------------------------- | ---------------------- | --------- |
| 1.  | 〈몽상적〉 (Intro)                                    | -                      | 1:45      |
| 2.  | 〈하늘을 달리다〉                                     | 이적                   | 4:22      |
| 3.  | 〈그땐 미처 알지 못했지 featuring 하림 on Harmonica〉 | 이적                   | 4:27      |
| 4.  | 〈바다를 찾아서〉                                     | 이적                   | 4:25      |
| 5.  | 〈장난감 전쟁〉                                       | 이적                   | 4:20      |
| 6.  | 〈어느날 featuring 김윤아〉                           | 이적                   | 5:42      |
| 7.  | 〈서쪽 숲〉                                           | 이적                   | 3:59      |
| 8.  | 〈거울놀이〉 (Interlude)                              |                        | 1:12      |
| 9.  | 〈그림자〉                                            | 이적                   | 4:02      |
| 10. | 〈착시〉                                              | 이적                   | 5:12      |
| 11. | 〈순례자〉                                            | 이적                   | 6:37      |
| 12. | 〈그땐 미처 알지 못했지 featuring JP〉                | 이적 (랩 작사: 김진표) | 4:56      |

- 1번 곡 〈몽상적〉은 김소월 시 《진달래꽃》의 단편작인 〈애모〉, 안숙선 버전의 〈적벽가〉, 크라잉넛의 2집 《서커스 매직 유랑단》에 수록된 곡 〈신기한 노래〉, 어어부 프로젝트 사운드의 《개, 럭키스타》 수록곡인 〈개, 아홉을 세다 (Narration. 송도순)〉 및 외국곡 2곡을 샘플링해 만든 곡이다.